# Allassa blanca

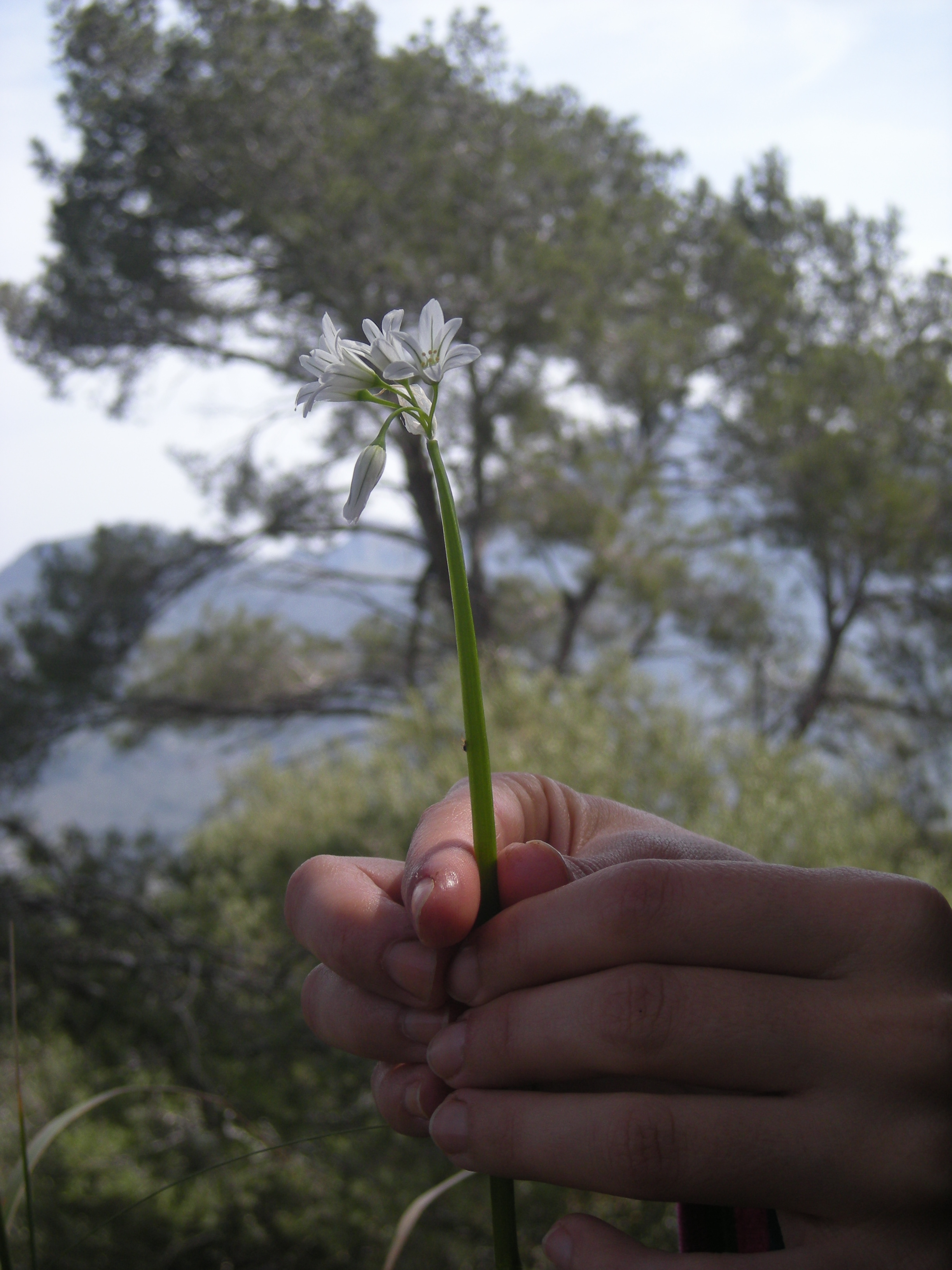
Allassa blanca a Mallorca

El vitrac o allassa (Allium triquetrum), és una planta al·liàcia de flors blanques que es troba arreu de la Mediterrània, en sòls humits ombrívols, voreres de camins i torrents, que s'usa com a planta aromàtica (és un tipus d'all). Es diferencia de la resta d'alls en el fet que les seves tiges són de secció triangular.
També rep els nom els noms d'all de séquia, allassa blanca, allassa triquetra i vitracs. També s'han recollit les variants lingüístiques all de séquia, allasa i àpara.
Forma umbel·les de flors blanques acampanades que pengen i és de floració molt primerenca, de febrer a abril. Cada planta sol tenir entre tres i quinze flors. L'allassa blanca té una alçada de 10 a 50 centímetres. Les fulles tendres i bulbs són comestibles.
Als Països Catalans es troba al Rosselló, Mallorca, Menorca i les províncies de Girona, Barcelona i València.